# داني كولز
داني كولز (بالإنجليزية: Danny Coles)‏ (31 أكتوبر 1981 ببرستل في المملكة المتحدة - ) هو لاعب كرة قدم بريطاني في مركز الدفاع. لعب مع فوريست غرين ونادي إكزتر سيتي ونادي بريستول روفيرز ونادي بريستول سيتي ونادي هارتلبول يونايتد وهال سيتي.

## وصلات خارجية
- داني كولز على موقع قاعدة بيانات كرة القدم.إي يو (الإنجليزية)
- داني كولز على موقع Soccerbase.com (لاعب) (الإنجليزية)